# Geschiedenis van Kamtsjatka

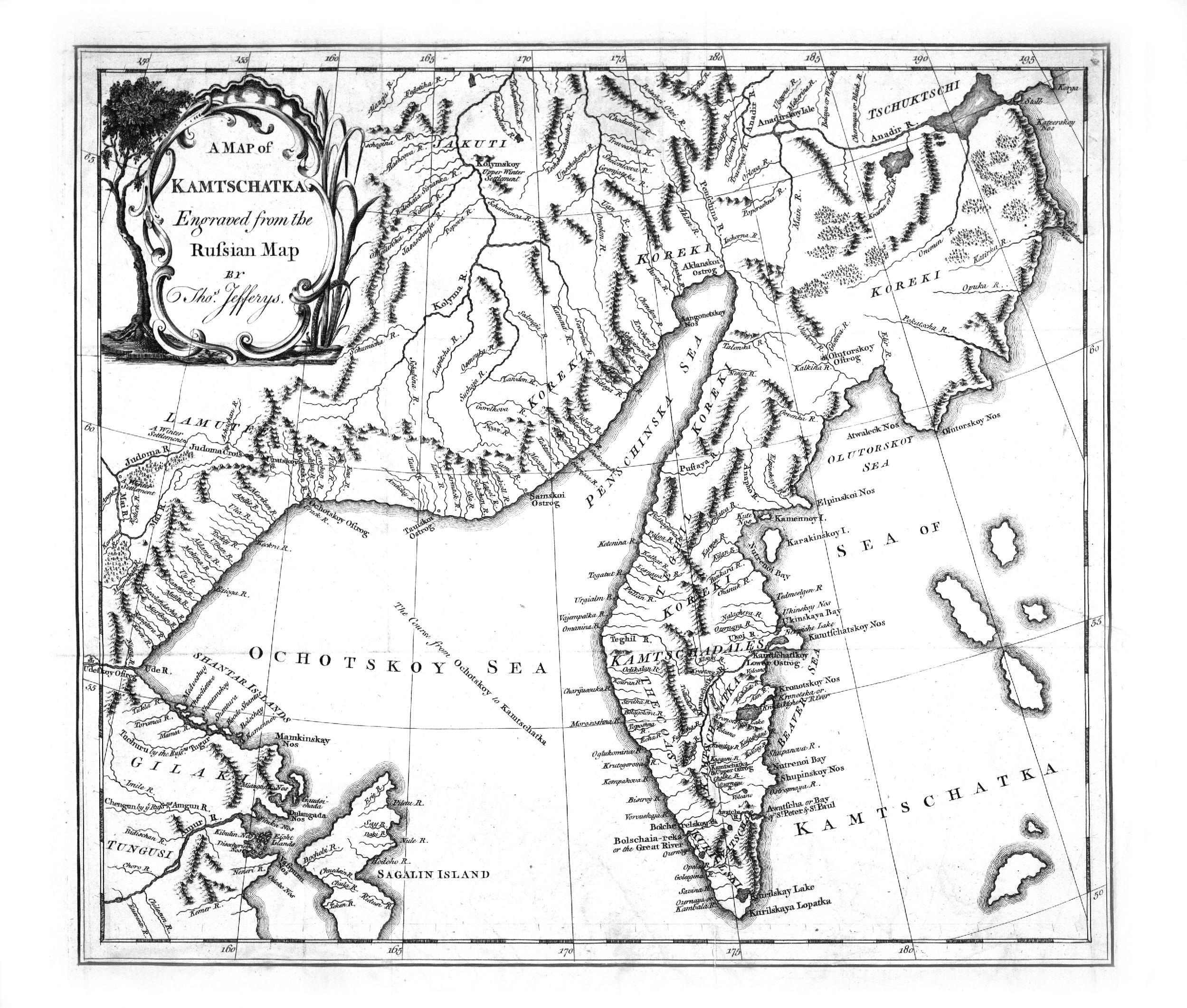
Engelse overzetting van een Russische kaart van Kamtsjatka uit het boek van Stepan Krasjeninnikov (1764)

Dit artikel behandelt de geschiedenis van Kamtsjatka. Het schiereiland Kamtsjatka wordt reeds duizenden jaren bewoond door de Itelmenen. Aan het einde van de 17e eeuw bereikten de eerste Siberische Kozakken het gebied, waarmee de Russische kolonisatie werd ingezet, mede als gevolg van de grote aanwezigheid van sabelmarters. Lange tijd bleef de Russische bewoning beperkt tot enkele forten en de plaats Petropavlovsk rond de Avatsjabaai, vanwaaruit de Itelmenen werden onderworpen aan de jasak. In de tweede helft van de 19e eeuw werd de kolonisatie mede als gevolg van de Krimoorlog een tijdlang stilgelegd. Begin 20e eeuw werd de aanwezigheid van de Russen weer doorgezet en na een korte periode van wisselend Japans en Russisch bestuur in de Russische Burgeroorlog is het schiereiland stevig in Russische handen. In de sovjetperiode werd het een gesloten gebied voor buitenstaanders, waar de bevolking zich met name rond de Avatsjabaai concentreerde. De militaire aanwezigheid werd in die tijd versterkt met onder andere een onderzeebootbasis, een testgebied voor ballistische raketten en de aanwezigheid van de Russische Ruimtestrijdkrachten. Sinds de val van de Sovjet-Unie is de bevolking, mede als gevolg van de gestegen kosten en gedaalde lonen met een derde afgenomen. Het toerisme is sinds de openstelling begin jaren 90 van grotere betekenis geworden, maar is mede vanwege de afstand nog steeds zeer klein te noemen.

## Periode voor de komst van de Russen
De eerste mensen kwamen rond 4000 tot 3000 v. Chr. naar Kamtsjatka. Tegen de 17e eeuw, toen de Kozakken het gebied bereikten, woonden de Itelmenen verspreid over met name het zuidelijk en westelijk deel, de Korjaken (die op ongeveer 11.000 personen werden geschat) in het noordelijk en westelijk deel (aan beide zijden van de Penzjinabaai), de Aljoetoren in het noordoostelijk deel rond het district Oljoetorski, de Tsjoektsjen in het uiterste noordoostelijke districten Oljoetorski en Penzjinski en de Evenen (toen Lamoeten genoemd) in kleine groepen in de huidige districten Bystrinski, Penzjinski en Oljoetorski. De Komandorski-eilanden, die vaak ook tot Kamtsjatka worden gerekend waren toen onbewoond. Mogelijk woonden er tot 50.000 Itelmenen, 11.000 Korjaken en 2000 Tsjoektsjen, maar dit aantal is onzeker. In de periode daarop zou hun gebied en aantal sterk worden ingeperkt. Deze volkeren werden in de eerste eeuwen door de Russen, die ze als "inorodtsy" beschouwden, vaak aangeduid onder de verzamelnaam Kamtsjadalen.

## Eerste Russische ontdekkingstochten
De eerste informatie over het schiereiland bereikte Rusland in het midden van de 15e eeuw, maar toen was de kolonisatie van Siberië nog niet begonnen. De eerste Kozak die het gebied bereikte was bonthandelaar Fedot Aleksejev in 1648. Hij was net als veel andere Kozakken op zoek geweest naar een Noordoostelijke Doorvaart en had daarvoor samen met Semjon Dezjnjov de Beringstraat doorgezeild, maar zijn schip was in een storm terechtgekomen en afgedreven naar het zuiden, naar het tot dan toe onbekende Kamtsjatka. Hij maakte met zijn kotsj een landing op de kust van Kamtsjatka en overwinterde er, maar kwam nooit weer terug. Dat hij werkelijk landde blijkt uit informatie die Vitus Bering (zie verder) verzamelde en uit de overblijfselen van twee winterhutten aan de oevers van een rivier in Kamtsjatka, die pas veel later werden gevonden. In 1650 was het Michail Stadoechin die als eerste de rivier de Penzjina bereikte, gevolgd door Ivan Kamtsjaty tussen 1658 en 1661, die vanaf de Penzjina naar de rivier de Lesnaja trok aan de westkust en vervolgens naar de rivier de Karaga aan de oostkust. Vandaar uit bereikte hij de rivier die de Itelmenen 'Uikoal' noemden; de Kamtsjatkarivier. Ten slotte trok Ivan Roebets vanuit Anadyrsk naar het schiereiland. Geen van allen stichtte er daadwerkelijk plaatsen, maar de verhalen die ze mee terug namen over een land van vuur, dat rijk was aan vis en met name het gewilde sabel, wist de aandacht te trekken.

## Oorsprong van de naam van Kamtsjatka
De eerste kaart met de naam Kamtsjatka was waarschijnlijk de Kaart van het land Siberië, die in 1667 in Tobolsk werd gedrukt, maar werd hier gebruikt voor een rivier die naar de Grote Oceaan stroomt. De meest genoemde oorsprong van het woord Kamtsjatka werd gegeven de Duitser Gerhard Friedrich Müller en zijn student Stepan Krasjeninnikov (zie verder), die verklaarde dat het woord ontstond doordat de Kozakken de Korjaken gebruikten als vertalers bij hun ontdekkingstochten. De Korjaken zouden hun zuiderburen de Itelmenen "Krontsjalo" hebben genoemd en waarschijnlijk werd het woord "Kamtsjadalen" en "Kamtsjatka" hiervan afgeleid. Of dit werkelijk correct was is onwaarschijnlijk. De Kamtsjatkaanse wetenschapper Boris Polevoj (1918-2002) schrijft in zijn boek Novoje ob otkrytii Kamtsjatki ("Nieuws over de ontdekking van Kamtsjatka") uit 1997 dat er meer dan twintig versies van de oorsprong van de naam bestaan, maar dat de meeste verre van de waarheid zijn. Hij noemt hiervoor drie feiten. Ten eerste werd de rivier Kamtsjatka reeds rond 1665 ingetekend, terwijl het schiereiland pas rond 1695 zo werd aangeduid. Ten tweede werden de Itelmenen in het zuiden van Kamtsjatka eerst foutief als Korjaken bestempeld, terwijl pas rond 1690 het woord Katsjatsjen in de mode kwam (naar de rivier), waarna door Atlasov (zie verder) het woord 'Kamtsjadalen' werd geïntroduceerd. De naam Kamtsjatka zou volgens hem in plaats daarvan haar oorsprong hebben in kleren die vanuit China naar Rusland kwamen; kleren met de naam 'Kama-chan', zoals de Chinese keizer werd aangeduid, die een tijdlang Kamachan werden genoemd. Mogelijk zou de naam zijn gegeven door iemand die Ivan Kamtsjaty kende.

## Kolonisatie en onderwerping van de bevolking
| Russische steunpunten (selectie) |
| -------------------------------- |
| 1697 - Verchnekamtsjatsk         |
| 1701 - Nizjnekamtsjatsk          |
| 1703 - Bolsjeretsk               |
| 1740 - Petropavlovsk             |
| 1752 - Tigil (fort)              |

Dertig jaar later was het Vladimir Atlasov die in 1697 als eerste Kozak met 120 man (waaronder een aantal Joekagieren) vanaf Anadyrsk naar Kamtsjatka kwam, het binnenland introk en een houten kruis oprichtte aan de bovenloop van de Kamtsjatka, waarop hij de ostrog (houten fort) Verchnekamtsjatsk stichtte en begon met de onderwerping van de bevolking, door hen de jasak (huidenbelasting) op te leggen. Net als in andere delen van Siberië werd dit gedaan door het in gijzeling nemen van vooraanstaande leden van de bevolking (amanat) om de bevolking zo te dwingen om het jaarlijkse opgelegde aantal huiden naar de ostrog te laten brengen, die vooral van sabelmarters, vossen en zeeotters (kalani) afkomstig waren, waarvan de eerste met name in groten getale voorkwamen op het schiereiland. Wie weigerde de jasak te betalen werd onherroepelijk gedood en zijn nederzetting platgebrand. Met de activiteiten van Atlasov begon de daadwerkelijke Russische kolonisatie van het schiereiland. Atlasov kwam op Kamtsjatka een Japanse man tegen, Dembei genoemd, een visser uit Osaka, die tijdens een storm terecht was gekomen op Kamtsjatka. Atalsov besloot hem mee terug te nemen naar Sint-Petersburg. Hij was de eerste Japanner waarmee de Russen kennismaakten en werd later onderwijzer Japans in Sint-Petersburg. Nadat Atlasov het nieuws had gemeld in Sint-Petersburg, keerde hij weer terug. Onderweg vond hij het echter nodig om een Russische karavaan te beroven in Midden-Siberië, waarop hij gevangen werd gezet, tot er in 1706 een opstand uitbrak onder de inwoners van Kamtsjatka. De Kozakken hielden op zo'n manier huis onder de bevolking, dat Atlasov uit de gevangenis werd gehaald en door het bestuur in Jakoetsk, dat toen verantwoordelijk was voor het bestuur over het helle Russische Verre Oosten, naar Kamtsjatka werd gestuurd om de situatie te herstellen. Atlasov keerde daarop terug en sloeg de opstand met harde hand neer, waarbij hij ook de Kozakken niet ontzag. Deze waren echter zeer machtig geworden en pleegden muiterij tegen hem, waarop hij vluchtte naar de in 1703 opgerichte ostrog Nizjnekamtsjatsk aan de middenloop van de Kamtsjatka. De muitende Kozakken kwamen hem echter achterna en in 1711 werd Nizjnekamtsjatsk belegerd en ingenomen, waarop Atlasov en zijn officieren door de Kozakken onder leiding van Danilo Antsyferov en Ivan Kozyrevski ter dood werd gebracht. Atlasov werd later door Poesjkin "Kamtsjatse Jermak" (Kamtsjatskim Jermakom) genoemd. Daarop bestuurden deze Kozakken, die tegen 1713 ongeveer 500 man telden op het schiereiland, het schiereiland zelf met minimale bemoeienis van Jakoetsk.
Het zou niet de laatste keer zijn dat de Itelmenen en anderen in opstand kwamen tegen de Kozakken, die vaak zeer corrupt waren en in het verre Kamtsjatka -uit het zicht van de lange arm van de tsaren- zoveel bont eisten als ze maar wilden. Was het geleverde bont naar hun oordeel onvoldoende, dan werden in aanvulling daarop gedroogde vis, zeehondenolie, cedernoten en soms zelfs sledes of boten geconfisqueerd. Ook werd soms zelfs nog van al dode Itelemenen geëist dat er bont voor werd betaald. De Itelmenen kwamen tegen deze onrechtvaardige manier van handelen in opstand in 1706, 1711, 1731 en in 1741. Bij de opstand van 1731 trok vrijwel de gehele Itelmeense bevolking op tegen de Kozakken en brandde de nederzetting Nizjnekamtsjatsk af en vermoordden veel inwoners. Steeds waren ze echter geen partij tegen de veel krachtigere wapens van de Kozakken (geweren en kanonnen), die elke opstand uiteindelijk genadeloos neersloegen, de Itelemen verspreidden over het gebied en een aantal van hen deporteerden. Daarnaast introduceerden de Russen nieuwe ziekten als buiktyfus en pokken, waaraan duizenden stierven, waardoor de Itelmeense bevolking sterk gedecimeerd werd (het lot dat ook alle andere volken trof) en geleidelijk aan uit het oostelijk deel van Kamtsjatka verdween. De Itelmenen legden zich geleidelijk aan neer bij de situatie en namen Russische zaken over, zoals het gebruik van visnetten, ijzeren gereedschappen, kleren en andere zaken. Gemengde huwelijken traden zeer vaak op en leidden tot het ontstaan van een nieuwe definitie van 'Kamtsjadalen'.

## Eiland of schiereiland
In die tijd was nog onbekend wat Kamtsjatka eigenlijk was; een eiland of een schiereiland en het staat dan ook op verschillende wijzen ingetekend op kaarten uit het begin van de 18e eeuw. Semjon Remezov beeldde Kamtsjatka in zijn tekening van alle Siberische steden en territoria bijvoorbeeld uit als een eiland en tekende de rivier de Kamtsjatka in een continent ten oosten daarvan met de monding op de oceaan. Later maakte hij een nieuwe kaart, waarin het als een schiereiland staat afgebeeld, maar de omvang en vorm was toen nog onbekend. In de Germana-atlas uit 1725 staat Kamtsjatka direct ten westen van de Kaspische Zee afgebeeld. In die tijd werd door cartografen echter al wel aangenomen dat Amerika en Azië niet aan elkaar grensden, hetgeen nog wel het uitgangspunt was van tsaar Peter de Grote, die verantwoordelijk was voor de eerste van grote expedities naar het gebied in de jaren die volgden. Hij gaf het bevel tot de eerste expeditie in januari 1725, maar stierf twee dagen later, waarop zijn vrouw Catharina de expeditie doorzette.

## Eerste Kamtsjatka-expeditie
Op 5 februari 1725 werd de Eerste Kamtsjatka-expeditie uitgezonden onder leiding van de Denen Vitus Bering en Martin Spanberg en de Rus Aleksej Tsjirikov. Hun doel was niet in de eerste plaats het in kaart brengen van Kamtsjatka, maar het vinden van de verbinding tussen Amerika en Azië. De expeditie trok door enorme moeilijkheden in twee jaar tijd van Sint-Petersburg door Siberië naar Ochotsk, waar uiteindelijk een schip gebouwd werd naar Kamtsjatka. Daar liet hij een schip bouwen, dat de expeditieleden in juli 1728 naar de westoever van Kamtsjatka bracht. Op Kamtsjatka aangekomen, waar hij in Nizjnekamtsjatsk nog een schip liet bouwen (de sv Gavriil; "heilige Gabriël") met hulp van de lokale bevolking en voer vervolgens via de monding van de Kamtsjatka naar het noorden, op zoek naar Amerika. Hij voer vervolgens door de Beringstraat tot iets ten noorden ervan (67°18' NB), maar zag het continent Amerika niet (daar dit toen in dichte mist was gehuld), waarop hij terugkeerde naar Kamtsjatka. Hier overwinterde hij en deed het jaar erop een mislukte poging om land ten oosten van Kamtsjatka te vinden. Daarop keerde hij terug naar Sint-Petersburg met de bevestiging dat beide continenten niet aan elkaar grensden en de Noordoostelijke Doorvaart dus echt bestond. Daar kreeg echter kritiek dat hij Amerika niet daadwerkelijk had gezien en dus niet had aangetoond dat beide continenten niet aan elkaar vast zaten, hetgeen wel de opdracht was. Hij kreeg daarop in 1732 de opdracht om samen met Tsjirikov een tweede expeditie te organiseren, hetgeen hij graag aannam, vastberaden als hij was om zijn gelijk aan te tonen.

## Tweede Kamtsjatka-expeditie
De tweede expeditie was veel grootschaliger van opzet en telde ruim 10.000 man, hetgeen mogelijk de grootste wetenschappelijke expeditie was die ooit is uitgevoerd in de Russische geschiedenis. De expeditieleden moesten niet alleen Amerika bezoeken, maar ook de hele kustlijn in kaart brengen van zowel Siberië en het Russische Verre Oosten (van de monding van de Ob tot aan Kamtsjatka) als Noord-Amerika, tot aan Mexico toe. Daarnaast moesten zij in dit enorme gebied wetenschappelijk onderzoek uitvoeren en schepen naar zowel Amerika als Japan sturen in het kader van de Russische territoriale belangen en handelsbelangen. In 1735 was Bering terug in Ochotsk en liet scheepsbouwers Makar Rogatsjev en Andrej Kozmin voor hem de schepen Sv. Pjotr (Heilige Petrus) en Sv. Pavel (Heilige Paulus) bouwen, terwijl hij ondertussen Noord-Siberië in kaart bracht. Vervolgens nam hij de leiding op de Sv. Pjotr en stelde Tsjirikov aan over de Sv. Pavel, waarop beide schepen om de zuidpunt van Kamtsjatka heenvoeren en de Avatsjabaai binnenvoeren om hier te overwinteren alvorens verder te gaan. Een winternederzetting werd opgericht onder leiding van Ivan Jelagin in oktober 1740. Deze nederzetting werd Petropavlovsk genoemd, vernoemd naar Berings beide schepen en groeide spoedig daarop uit tot een ostrog. Een jaar later hadden Kozakken in deze ostrog de lokale Itelmenen in de buurt met veel geweld onder controle van de Russen gebracht, terwijl Bering ondertussen met Tsjirikov in mei de baaii uitvoer en verder oostwaarts voer in de richting van Amerika. Tijdens een storm raakten beide schepen elkaar echter kwijt en beiden vervolgden hun eigen weg. Bering deed een groot aantal eilanden van de Aleoeten aan en zette ook voet aan land op het Amerikaanse continent. In juli keerde hij reeds terug, maar het schip viel ten prooi aan krachtige oceaanwinden, die het schip bijna twee maanden lang teisterden, waarop het water en verse eten opraakte en scheurbuik uitbrak, waarbij ook Bering ziek werd. Op 4 november kreeg het schip Beringeiland in zicht, dat werd aangezien voor Kamtsjatka. De bemanning was gedwongen om er te overwinteren. Op 8 december stierf Bering en slechts enkelen van zijn boot wisten de zomer daarop met een kleinere boot, die ze gemaakt hadden uit hout van de Sv. Pjotr het eiland te verlaten en in augustus 1742 Kamtsjatka weer te bereiken, waar ze het slechte nieuws brachten van Berings dood. Tsjirikov was het ondertussen die als eerste Rus voet aan wal zette op het Amerikaanse schiereiland (1 dag eerder dan Bering). Hij keerde daarop in oktober 1741 terug naar Kamtsjatka en vandaar ging hij op zoek naar Bering, die hij echter niet vond (zijn lichaam werd pas in 1991 gevonden), maar hij ontdekte tijdens deze reis wel de Komandorski-eilanden (waarvan Beringeiland deel uitmaakt).
Een van de wetenschappers van de Tweede Kamtsjatka-expeditie was Stepan Krasjeninnikov, die een belangrijke rol speelde in het in kaart brengen van Kamtsjatka. Hij beschreef gedurende vier jaar (van 1737 tot 1741) in eenzaamheid -in zoverre dit mogelijk was- de geografie (met alle plaatsen), etnografie, het dagelijkse leven van de bewoners, het klimaat en de geschiedenis van het gebied, verrichtte meteorologische metingen en stelde woordenboeken op met Korjaakse en Itelmeense woorden. De observaties vergeleek hij met archiefdocumenten en stelde zo zijn boek Beschrijving van het land Kamtsjatka (Opisanieje zemli Kamtsjatki) op. Het boek kwam uit in 1755 en vormt nog steeds een klassieker onder de geografische literatuur.

## Latere geschiedenis
In 1854 brak de Krimoorlog uit en voeren Britse en Franse schepen uit naar de haven van Petropavlovsk om deze te vernietigen. De Russische militaire bevelhebber Vasili Zavojko had echter al vernomen van de plannen en een ontvangstcomité voorbereid. De Belegering van Petropavlovsk leidde daardoor uiteindelijk tot een grote Frans-Britse nederlaag in 1856. Aangezien Zavojko wel vermoedde dat het niet bij een aanval zou blijven, besloot hij de hele stad te evacueren van Kamtsjatka. De inwoners van Kamtsjatka vertrokken daarop de winter erop naar Nikolajevsk aan de Amoer, waarbij ze een nieuwe aanval ternauwernood voor waren; men wist tijdens de terugtocht met enig geluk uit de Dekastribaai te vluchten in de mist. Vervolgens werd Petropavlovsk gebombardeerd door de Fransen en de Britten en lag zo een lange periode in puin. Lange tijd was Kamtsjatka weinig populair bij de Russische heersers. Toen Alaska in 1867 werd verkocht, probeerden zij ook Kamtsjatka voor een mooie prijs te verkopen, maar de koop ging niet door. Eind 19e eeuw werd het eiland toch weer bevolkt, maar de aantallen bleven laag. Tijdens de Russische Burgeroorlog werd het schiereiland gedeeltelijk bezet door de Japanners, die er al een aantal visbedrijven hadden bij Oest-Kamtsjatsk. Ook vonden er zware gevechten plaats tussen de 'roden' en de 'witten', alvorens de eersten het gebied definitief in handen kregen. Nog in 1921 probeerde Lenin het schiereiland te leasen voor 50 jaar aan de Amerikaanse (kapitalistische) handelaar Washington Baker Vanderlip, maar ook dit ging niet door. De communistische bevelhebbers vestigden daarop hun bestuur op Kamtsjatka en begin jaren 30 werd de collectivisatie doorgevoerd, zowel bij de Russen als bij de rest van de bevolkingsgroepen. De kozakken kregen het zwaar te verduren aangezien zij de kant van de witten hadden gekozen. Nizjnekamtsjatsk werd uiteindelijk gesloten.
De Korjaken kregen een eigen nationaal district; Korjakië, dat later werd omgevormd tot een autonoom district. Eind jaren 30 begon een nieuwe periode, toen de Pacifische Vloot de Krasjeninnikovbaai uitkoos als basis voor haar onderzeeboten. Aan het einde van de Tweede Wereldoorlog vormde Kamtsjatka de uitvalsbasis voor de Invasie van de Koerilen (onderdeel van Operatie Augustusstorm).
Na de oorlog veranderde Kamtsjatka in de hoofden van de sovjetbestuurders in een groot strategisch gebied als bufferzone tegen Amerika. Het schiereiland kreeg een raketlanceerbasis voor luchtdoelraketten van de Russische Ruimtestrijdkrachten bij het dorpje Voelkanny en bij Kljoetsji werd in de jaren 50 het testterrein Koera in dienst gesteld, waar de inslag van intercontinentale raketten werd gemeten, die vanaf het Kosmodroom Plesetsk werden gelanceerd. Daarnaast bevonden zich er ook grote munitieopslagplaatsen, waarvan een depot bij Joezjnye Korjaki in 2005 de lucht inging. Met de komst van de militairen werden ook de leefomstandigheden verbeterd; er kwamen nieuwe stenen sovjetflats met gas, water en licht, de medische voorzieningen verbeterden en er werden wegen aangelegd naar de plaatsen in het binnenland. Er werden ook veel visfabrieken gebouwd in de plaatsen aan de kust.
In de jaren 50 veranderde de politiek echter naar concentratie van de bevolking op beter bereikbare plekken en werden veel plaatsen gesloten. In 1952 vond een grote aardbeving plaats (9.0 op de schaal van Richter), die voor veel schade op het schiereiland zorgde.
Met de val van de Sovjet-Unie in 1991 werd Kamtsjatka, dat vanaf 1945 vanwege de militaire betekenis verboden gebied was geweest, opengesteld voor buitenlanders. Sindsdien is er een grote bloei gekomen van het toerisme, al blijft hun aantal vooralsnog beperkt vanwege de hoge vervoerskosten om er te komen. De bevolking van het schiereiland is als gevolg van de hogere kosten, gedaalde lonen en de afbouw van het leger en de sluiting van de visfabrieken in de jaren 90 gedaald met een kwart tot iets meer dan 330.000 (2002). Op 1 juli 2007 werden het autonome district Korjakië en de oblast Kamtsjatka samengevoegd tot de kraj Kamtsjatka.